# 亦剌思火者
也里牙思火者（Ilyas Khoja，？—1365年），东察合台汗国第二代可汗，秃忽鲁帖木儿的儿子。
父亲秃忽鲁帖木儿征服西部、统一察合台汗国后，以也里牙思火者留守河中地区，为河中总督，由帖木儿充当助手。1362年，父亲秃忽鲁帖木儿死后，也里牙思火者东返，汗国西部大乱。帖木儿和忽辛企图驱除东汗国的势力，第二年，也里牙思火者西征撒马尔罕，围攻部队因坚强抵抗和流行病没有胜利（泥沼之戰）。1363年还领有河中，1365年，也里牙思火者返回伊犁。不久，他被杜格拉特部叛乱的埃米爾哈馬兒丁所害。